# فيدريكو فيلاغرا
فيدريكو فيلاغرا (بالإسبانية: Federico Villagra)‏ مواليد 21 مايو 1969، هو سائق راليات أرجنتيني بدأ مسيرته في سنة 2000. كان أول رالي له هو رالي الأرجنتين 1998. شارك في بطولة العالم للراليات. نافس في رالي التحدي عبر القارات.

## فرق مثلها
- ميتسوبيشي

## روابط خارجية
- فيديريكو فياغرا على موقع DriverDB.com (الإنجليزية)
- فيديريكو فياغرا على موقع eWRC-results.com (الإنجليزية)